# بیمارستان بوستامانته برای کودکان
بیمارستان بوستامانته برای کودکان (به لاتین: Bustamante Hospital for Children) یک بیمارستان در جامائیکا است که در کینگستون، جامائیکا واقع شده است.